# 14e arrondissement de Marseille
Pour les articles homonymes, voir 14e arrondissement.
Le 14e arrondissement de Marseille est une des divisions administratives de la ville de Marseille en France. Il fait partie du septième secteur de Marseille.
Il comprend sept quartiers et 29 IRIS dont 26 IRIS d'habitation.
Il fait partie d'une plus vaste zone couramment appelée quartiers nord de Marseille.

## Quartiers

14e arrondissement de Marseille.

Cet arrondissement est divisé en 7 quartiers Les Arnavaux, Bon-Secours, Le Canet, Le Merlan, Saint-Barthélémy, Saint-Joseph et Sainte-Marthe

## Transports en commun
Cet arrondissement n'est desservi par aucune station de métro mais dispose de plusieurs gares desservies par le TER Marseille-Saint-Charles - Aix en Provence - Pertuis :
- Gare de Picon-Busserine
- Gare de Sainte-Marthe-en-Provence
- Gare de Saint-Joseph-le-Castellas.

Il est en outre desservi par plusieurs lignes de bus de la RTM.

## Démographie
En 2022, l'arrondissement comptait 59 230 habitants.
| 1968   | 1975   | 1982   | 1990   | 1999   | 2006   | 2011   | 2016   | 2021   |
| ------ | ------ | ------ | ------ | ------ | ------ | ------ | ------ | ------ |
| 61 769 | 70 948 | 67 552 | 56 995 | 56 747 | 61 317 | 60 523 | 62 199 | 59 948 |

| 2022   | - | - | - | - | - | - | - | - |
| ------ | - | - | - | - | - | - | - | - |
| 59 230 | - | - | - | - | - | - | - | - |

### Population des quartiers du14earrondissementdeMarseille

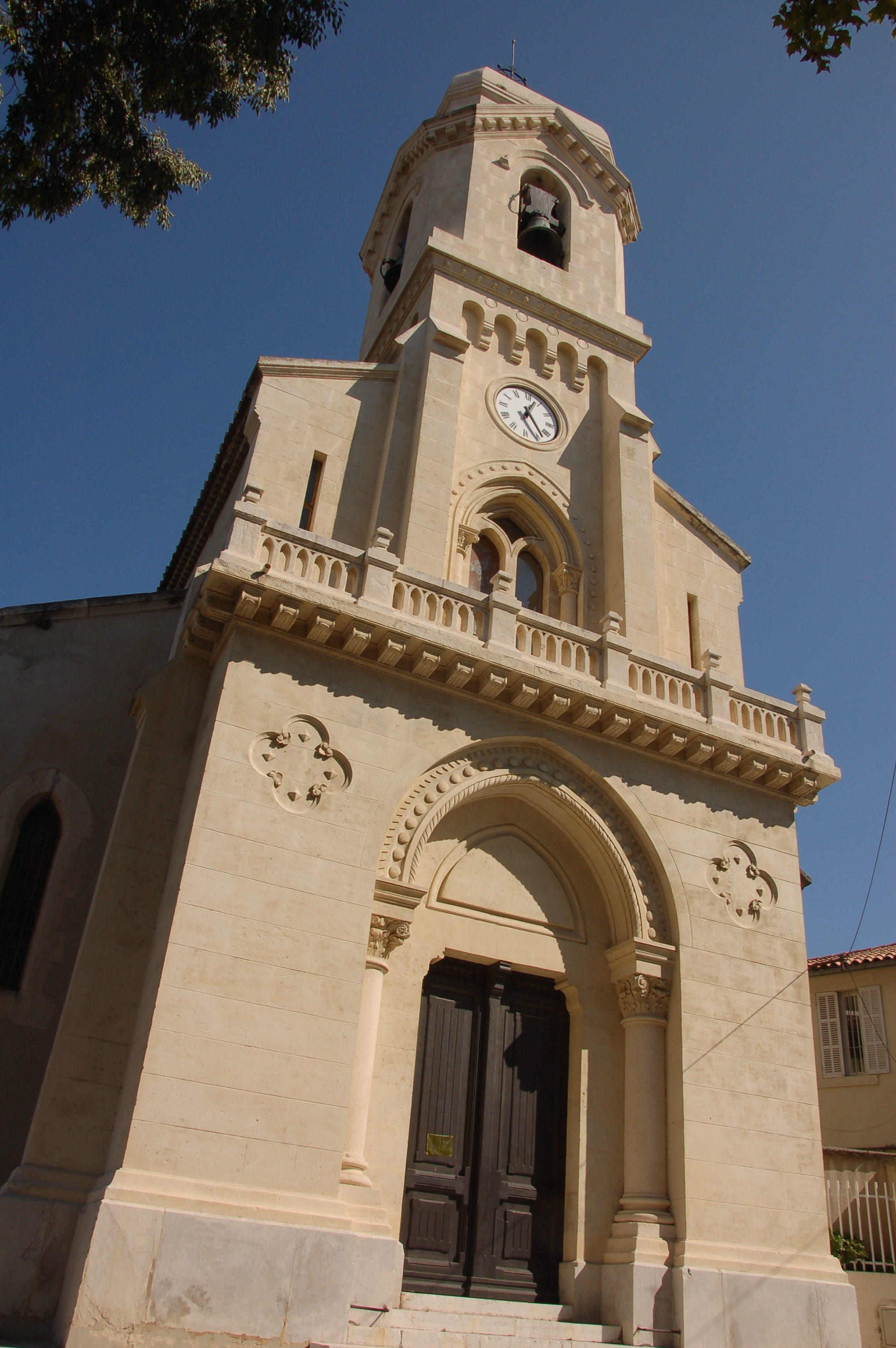
L'église Sainte-Marthe.

| quartier         | population 1990 | population 1999 | population 2006 |
| ---------------- | --------------- | --------------- | --------------- |
| Les Arnavaux     | 6 341           | 6 340           | 6 004           |
| Bon-Secours      | 11 133          | 11 116          | 11 672          |
| Le Canet         | 7 276           | 7 311           | 8 737           |
| Le Merlan        | 8 342           | 8 439           | 8 765           |
| Saint-Barthélémy | 16 559          | 15 920          | 17 831          |
| Saint-Joseph     | 5 030           | 5 095           | 5 149           |
| Sainte-Marthe    | 2 316           | 2 534           | 3 161           |
| Total            | 56 997          | 56 755          | 61 317          |

### Éducation et Formation par quartiers en 2006
| Quartier         | 15 ans et + non scolarisés | total sans diplômes | % sans diplômes | total au moins BAC+3 | % au moins BAC+3 |
| ---------------- | -------------------------- | ------------------- | --------------- | -------------------- | ---------------- |
| Les Arnavaux     | 3 821                      | 1 705               | 44,62 %         | 85                   | 2,23 %           |
| Bon-Secours      | 7 773                      | 3 493               | 44,94 %         | 289                  | 3,71 %           |
| Le Canet         | 5 593                      | 2 655               | 47,47 %         | 124                  | 2,22 %           |
| Le Merlan        | 5 757                      | 1 464               | 25,43 %         | 513                  | 8,91 %           |
| Saint-Barthélémy | 10 790                     | 4 894               | 45,36 %         | 345                  | 3,20 %           |
| Saint-Joseph     | 3 566                      | 1 515               | 42,49 %         | 228                  | 6,40 %           |
| Sainte-Marthe    | 2 308                      | 439                 | 19,01 %         | 207                  | 8,96 %           |
| Arrondissement   | 39 608                     | 16 165              | 40,81 %         | 1 791                | 4,52 %           |
| Total Marseille  | 590 908                    | 149 305             | 25,27 %         | 79 435               | 13,44 %          |

### Taux de chômagepar quartiers en 2006
| Quartier         | Population active | Nombre de chômeurs | Taux de chômage |
| ---------------- | ----------------- | ------------------ | --------------- |
| Les Arnavaux     | 1 934             | 499                | 25,78 %         |
| Bon-Secours      | 4 178             | 899                | 21,51 %         |
| Le Canet         | 2 800             | 879                | 31,41 %         |
| Le Merlan        | 3 607             | 583                | 16,17 %         |
| Saint-Barthélémy | 5 960             | 1 794              | 30,10 %         |
| Saint-Joseph     | 2 038             | 537                | 26,36 %         |
| Sainte-Marthe    | 1 440             | 183                | 12,74 %         |
| Arrondissement   | 21 958            | 5 375              | 24,48 %         |
| Total Marseille  | 352 855           | 64 330             | 18,23 %         |

### Les bénéficiaires de la couverture maladie universelle complémentaire (CMU-C) par quartiers
La CMU complémentaire (CMU-C) est une complémentaire santé gratuite qui prend en charge ce qui n'est pas couvert par les régimes d'assurance maladie obligatoire elle est attribuée sous condition de (faibles) ressources.
Bénéficiaires de la CMU-C par IRIS en 2008
| Quartier         | population couverte 2008 | bénéficiaires CMU-C 2008 | % bénéficiaires 2008 |
| ---------------- | ------------------------ | ------------------------ | -------------------- |
| Les Arnavaux     | 5 675                    | 1 837                    | 32,37 %              |
| Bon-Secours      | 7 351                    | 1 721                    | 23,41 %              |
| Le Canet         | 8 149                    | 2 758                    | 33,84 %              |
| Le Merlan        | 8 630                    | 2 668                    | 30,92 %              |
| Saint-Barthélémy | 16 952                   | 6 557                    | 38,68 %              |
| Saint-Joseph     | 4 684                    | 1 154                    | 24,64 %              |
| Sainte-Marthe    | 3 359                    | 626                      | 18,64 %              |
| Arrondissement   | 54 800                   | 17 321                   | 31,61 %              |
| Total Marseille  | 718 664                  | 132 156                  | 18,39 %              |

### Les Familles par quartiers en 2006
Familles monoparentales et familles de 4 enfants au 1er janvier 2006
| Quartier             | familles | dont monoparentales | % familles monoparentales | familles de 4 enfants et + | % familles 4 enfants et + |
| -------------------- | -------- | ------------------- | ------------------------- | -------------------------- | ------------------------- |
| Les Arnavaux         | 1 449    | 381                 | 26,31 %                   | 187                        | 12,93 %                   |
| Bon-Secours          | 3 047    | 834                 | 27,36 %                   | 263                        | 8,61 %                    |
| Le Canet             | 2 056    | 548                 | 26,66 %                   | 269                        | 13,07 %                   |
| Le Merlan            | 2 320    | 485                 | 20,88 %                   | 56                         | 2,40 %                    |
| Saint-Barthélémy     | 4 233    | 1 330               | 31,42 %                   | 594                        | 14,02 %                   |
| Saint-Joseph         | 1 216    | 287                 | 23,61 %                   | 105                        | 8,61 %                    |
| Sainte-Marthe        | 866      | 130                 | 14,98 %                   | 37                         | 4,23 %                    |
| Total arrondissement | 15 188   | 3 994               | 26,30 %                   | 1 509                      | 9,94 %                    |
| Total Marseille      | 213 538  | 46 568              | 21,81 %                   | 8 414                      | 3,94 %                    |

### Logements par quartiers au 8/3/1999
| Quartier         | % locataires | % immeubles collectifs | % 4 pièces et plus |
| ---------------- | ------------ | ---------------------- | ------------------ |
| Les Arnavaux     | 67,30 %      | 90,16 %                | 56,41 %            |
| Bon-Secours      | 50,58 %      | 87,80 %                | 36,54 %            |
| Le Canet         | 61,78 %      | 88,57 %                | 32,66 %            |
| Le Merlan        | 54,78 %      | 64,70 %                | 50,73 %            |
| Saint-Barthélémy | 77,11 %      | 94,43 %                | 50,58 %            |
| Saint-Joseph     | 45,59 %      | 77,67 %                | 56,22 %            |
| Sainte-Marthe    | 40,65 %      | 52,76 %                | 51,57 %            |
| Arrondissement   | 60,12 %      | 83,62 %                | 45,95 %            |
| Total Marseille  | 51,73 %      | 82,86 %                | 38,21 %            |

### Population des quartiers par tranches d'âge au 8/3/1999
| Quartier         | % 0-19 ans | % 20-39 ans | % 40-59 ans | % 60-74 ans | % 75 ans et + |
| ---------------- | ---------- | ----------- | ----------- | ----------- | ------------- |
| Les Arnavaux     | 31,77 %    | 32,56 %     | 19,53 %     | 11,62 %     | 4,53 %        |
| Bon-Secours      | 25,45 %    | 26,27 %     | 23,58 %     | 15,24 %     | 9,46 %        |
| Le Canet         | 28,56 %    | 27,57 %     | 21,56 %     | 14,27 %     | 8,04 %        |
| Le Merlan        | 21,65 %    | 36,47 %     | 25,51 %     | 11,46 %     | 4,91 %        |
| Saint-Barthélémy | 34,54 %    | 29,25 %     | 19,27 %     | 10,78 %     | 5,17 %        |
| Saint-Joseph     | 29,03 %    | 27,99 %     | 20,92 %     | 13,50 %     | 8,56 %        |
| Sainte-Marthe    | 22,22 %    | 25,57 %     | 27,86 %     | 13,77 %     | 10,58 %       |
| Arrondissement   | 28,72 %    | 29,62 %     | 22,18 %     | 12,68 %     | 6,82 %        |
| Total Marseille  | 23,16 %    | 28,67 %     | 24,84 %     | 14,18 %     | 9,16 %        |

## Revenus de la population et fiscalité
En 2010, le revenu fiscal médian par ménage était de 19 028 €, ce qui plaçait le 14e arrondissement au 12ee rang parmi les 16 arrondissements de Marseille.

## Résultats électoraux
À l'occasion des élections législatives, le 14e arrondissement est coupé en deux parts approximativement égales par deux circonscriptions, c'est-à-dire les troisième et septième circonscription des Bouches-du-Rhône.
| Scrutin             | Scrutin             | 1er tour | 1er tour  | 1er tour | 1er tour | 1er tour | 1er tour | 1er tour | 1er tour | 1er tour | 1er tour | 1er tour | 1er tour | 2d tour        | 2d tour        | 2d tour        | 2d tour        | 2d tour        | 2d tour        |
| Scrutin             | Scrutin             | 1er      | 1er       | %        | 2e       | 2e       | %        | 3e       | 3e       | %        | 4e       | 4e       | %        | 1er            | 1er            | %              | 2e             | 2e             | %              |
| ------------------- | ------------------- | -------- | --------- | -------- | -------- | -------- | -------- | -------- | -------- | -------- | -------- | -------- | -------- | -------------- | -------------- | -------------- | -------------- | -------------- | -------------- |
| Présidentielle 2017 | Présidentielle 2017 |          | LFI       | 35,80    |          | FN       | 27,10    |          | EM       | 17,82    |          | LR       | 9,29     |                | EM             | 56,68          |                | FN             | 43,32          |
| Présidentielle 2022 | Présidentielle 2022 |          | LFI       | 49,41    |          | RN       | 21,21    |          | LREM     | 14,91    |          | REC      | 6,66     |                | LREM           | 60,06          |                | RN             | 39,94          |
| Législatives 2022   | 3e                  |          | LFI-Nupes | 32,31    |          | RN       | 26,53    |          | Agir-Ens | 18,08    |          | REC      | 14,04    |                | RN             | 50,92          |                | LFI            | 49,08          |
| Législatives 2022   | 7e                  |          | LFI-Nupes | 40,24    |          | RN       | 20,39    |          | LREM-Ens | 17,23    |          | DVG      | 4,51     |                | LFI            | 71,13          |                | RN             | 28,87          |
| Législatives 2024   | 3e                  |          | LE-NFP    | 42,32    |          | RN       | 39,78    |          | Ren-Ens  | 9,23     |          | LR       | 4,58     |                | LE             | 54,29          |                | RN             | 45,71          |
| Législatives 2024   | 7e                  |          | LFI-NFP   | 67,53    |          | RN       | 20,28    |          | Ren-Ens  | 8,32     |          | DVG      | 2,02     | Pas de 2d tour | Pas de 2d tour | Pas de 2d tour | Pas de 2d tour | Pas de 2d tour | Pas de 2d tour |